# استعيان

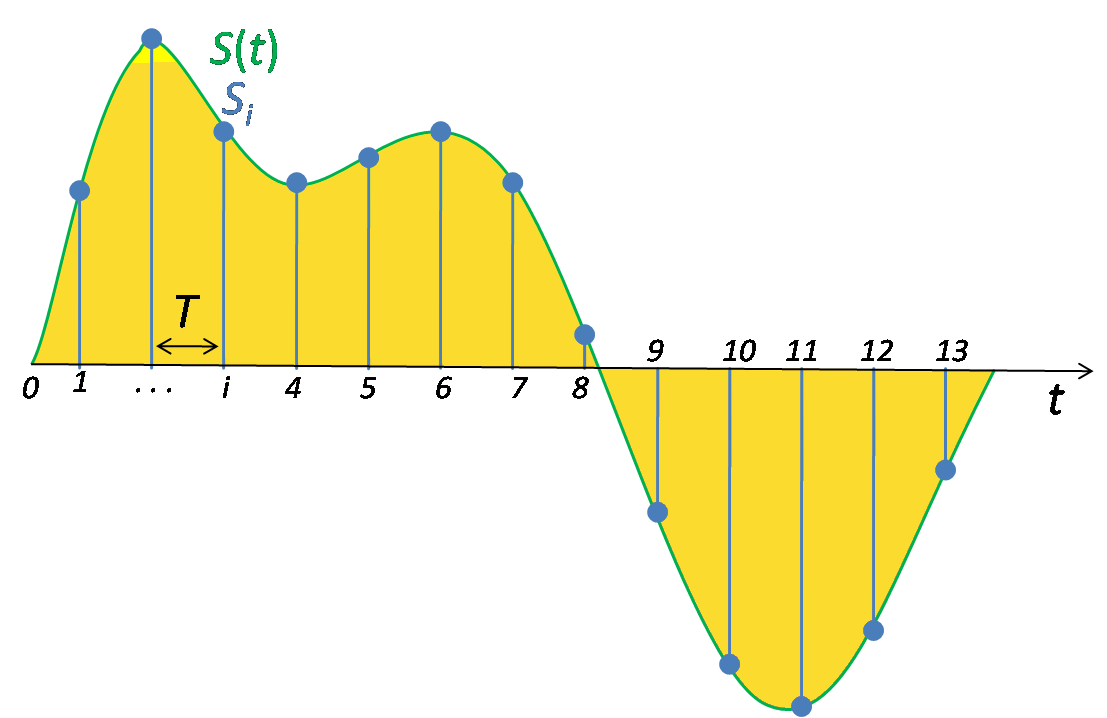
شكل توضيحي يبين كيفية أخذ العينات في الإشارة. أفقيا الزمن, الفترات الزمنية المتقطعة بفاصل زمني T. عموديا قيمة الإشارة المتصلة باللون الأخضر, الإشارة المتقطعة باللون الأزرق.

الاستعيان أو أخذ العينات (بالإنجليزية: Sampling)‏ في معالجة الإشارة هو عملية تحويل الإشارة المتصلة إلى مجموعة من القمم على فترات زمنية متقطعة. يمكن اعتبارها عملية اختزالية أو أختصار للدالة المتصلة في علم الرياضيات. تعتمد الاتصالات الرقمية بشكل أساسي على عملية لاستعيان وذلك لتوفير حجم النطاق وتمكين معالجة كل إشارة على حدة.

## نظرية
انظر أيضا: نظرية الاستعيان لنيكوست شانون
لتكن (s(t إشارة متصلة يراد أخذ عيناتها، وبفرض أن الاستعيان يتم بقياس قيمة الإشارة المتصلة عند كل فترة زمنية T بالثواني، والتي تدعى فترة الاستعيان. حينئذ تكون الإشارة مأخوذة العينة [s[i معطاة بالعلاقة:
s[i] = s(iT), حيث i = 0, 1, 2, 3,...
ويكون تردد الاستعيان أو معدل الاستعيان fs معرفا بأنه عدد العينات المأخوذة في الثانية الواحدة, fs = 1/T.  ويقاس معدل الاستعيان بالهرتز هرتز أو عينة في الثانية.
والسؤال المتبادر إلى الذهن هو: تحت أي ظروف يمكننا استعادة الإشارة الاصلية تماما؟
يمكن الإجابة جزئيا من نظرية الاستعيان لنيكوست شانون, والتي تعطي شرطا كافيا (ليس بالضرورة دائما) لإمكانية الاستعادة التمامة.
تضمن نظرية الاستعيان إمكانية استعادة الإشارات الاصلية تماما إذا كانت محدودة النطاق (أي لها تردد أعظمي) وذلك من نظيراتها (العينات المأخوذة) بشرط أن يكون معدل الاستعيان أكبر من ضعف التردد الأعظمي.
ويدعى التردد المكافئ لنصف تردد العينة بتردد نيكويست لنظام الاستعيان والذي يمكن تمثيله دون التباس.
يمكن ملاحظة الترددات التي تفوق تردد نيكويست fN في الإشارة المأخوذة العينة ولكن ترددها يكون غامضا. أي أنه لايمكن تمييز مركبة تردد f من المركبات الأخرى التي لها تردد NfN + f وNfN – f للقيم اللاصفرية الصحيحة من N.
تسمى حالة الالتباس هذه التسريب. وللتغلب على هذه المشكلة قدر الإمكان، يتم ترشيح معظم الإشارات التماثلية بواسطة مرشح تتنعيم الحافات أو مضاد التسريب وعادة ما يكون مرشح الترددات المنخفضة ذي تردد قطع بقرب تردد نيكويست وذلك قبل عملية التحويل إلى تمثيل متقطع.

## العلاقة الرياضية
من مبرهنة نيكويست يمكن الحصول على:
{\displaystyle s(t)=\left(\sum _{n=-\infty }^{\infty }s[i]\cdot \delta \left(t-iT\right)\right)*{\rm {sinc}}\left({\frac {t}{T}}\right)}.